# Торпедоносець

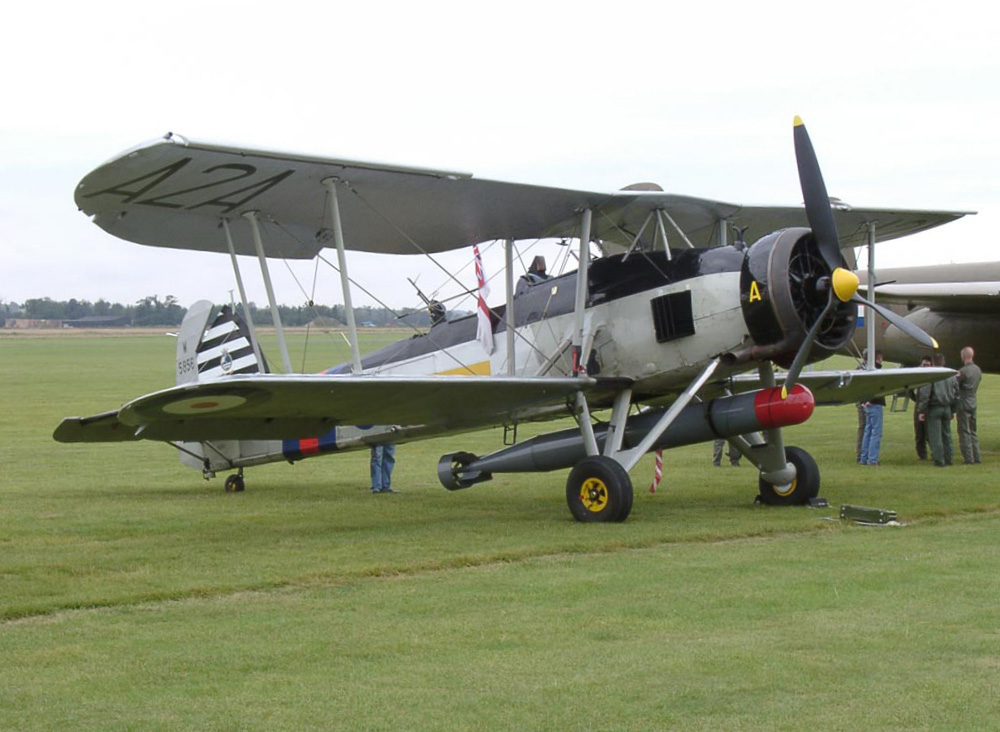
Британський торпедоносець-бомбардувальник Fairey Swordfish, що перебував на озброєнні авіації Королівського військово-морського флоту Великої Британії. Сучасна реконструкція

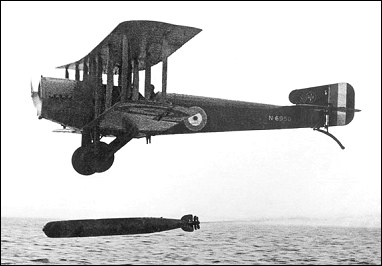
Британський біплан-торпедоносець Sopwith Cuckoo скидає авіаційну торпеду

Торпедоносець — бойовий літак, що призначався для ураження авіаційними торпедами бойових кораблів і транспортів, а також для постановки мінних загороджень. Випадки застосування торпед з літаків по морських цілях були відомі ще за часів Першої світової війни. Так, у 1915 англійський гідролітак в Мармуровому морі потопив торпедою турецьке судно водотоннажністю 500 т. Однак спеціалізовані торпедоносці з'явилися на флотах ряду країн з початку 30-х рр.
Торпедоносці набули великого розповсюдження в період Другої світової війни. У порівнянні з бомбардувальниками вони могли уражати кораблі (судна) в найбільш вразливу їх підводну частину. Зазвичай торпедоносці несли до двох торпед, які розміщувалися, в залежності від типу літака, під фюзеляжем, крилами або в бомболюки. До початку війни на озброєнні торпедоносної авіації ВМФ СРСР складалися торпедоносці-бомбардувальники ДБ-3 і Іл-4. У ході війни на озброєння надійшов торпедоносці, розроблений на базі літака Ту-2.
У післявоєнний період на озброєнні авіації ВМФ СРСР складалися реактивні торпедоносці-бомбардувальники Іл-28, Ту-14 і Ту-16. У зв'язку з посиленням до середини 50-х рр. засобів ППО на море і створенням ракет, здатних вражати цілі на великих відстанях від літака-носія, авіаційні торпеди втратили своє значення для боротьби з надводними кораблями, і торпедоносці були замінені ракетоносцями. Авіаційні протичовнові торпеди маються на озброєнні протичовнових літаків і вертольотів.